# Th!nk

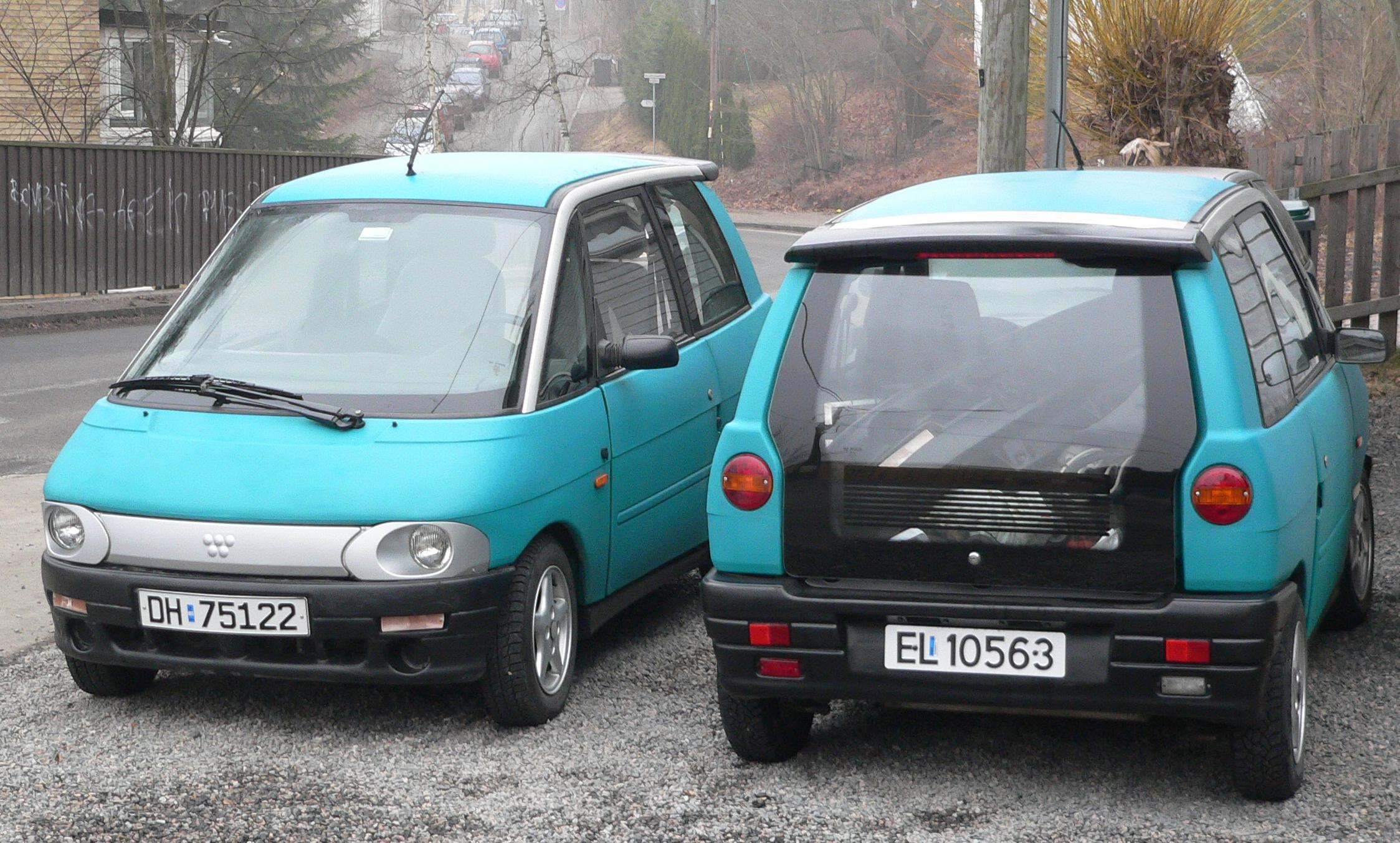
PIV3

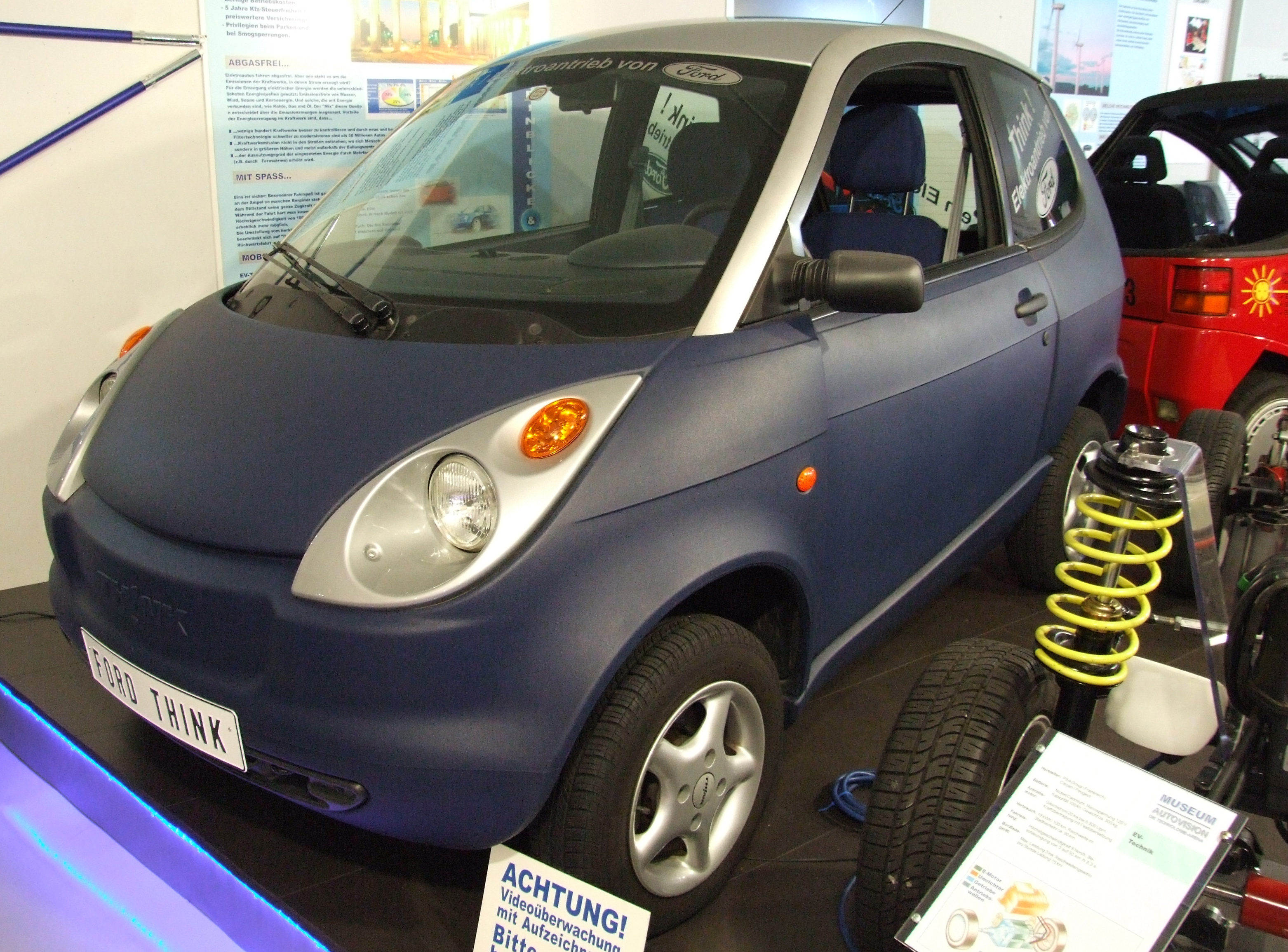
Ford Think, Museum Autovision

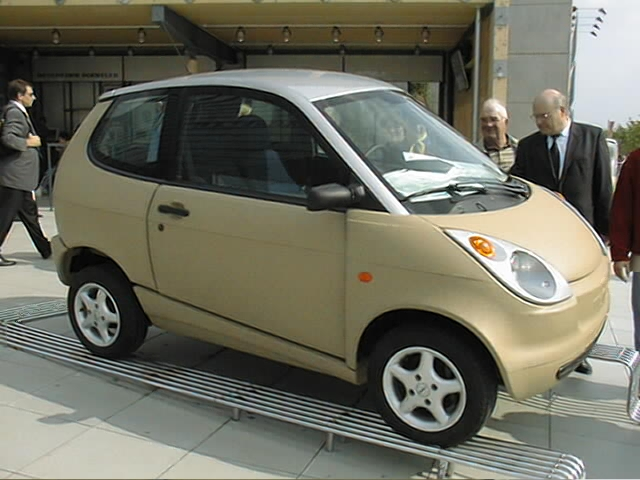
Th!nk City

Th!nk™ — норвежская компания и одноименный электромобиль, существовавшие с 1990-х годов до 2012 года.
Первоначально завод Th!nk расположен в пригороде Осло, мощность конвейера была 10 000 автомобилей в год.
История компании включает сделку с Tesla Motors — она подписала контракт с Think Global (CEO: Jan-Olaf Willums)
о поставке Li-ion аккумуляторов на 43 миллиона долларов.

Разработки компании поддерживал Google.org.
Всемирно известный изобретатель Dean Kamen планировал использовать «Th!nk» в комбинации с двигателем Стирлинга для развития технологии V2G (Vehicle-to-grid).
Переговоры с Google по этому направлению также велись.Google car
В июне 2011 года компания Think Global AS в четвёртый раз за свою 20-летнюю историю начала процедуру банкротства.
26 июля 2011 была приобретена мажоритарным акционером группы «Илим» Борисом Зингаревичем. Также российский бизнесмен подписал соглашения о сотрудничестве с американским производителем литий-ионных батарей компанией Ener1,Inc.и финской инжиниринговой фирмой Valmet Automotive.
В 2012 году компания произвела последний автомобиль.